# Boca Chica
Boca Chica es un municipio de la provincia Santo Domingo en la República Dominicana. El municipio cuenta con un distrito municipal La Caleta. Tiene enclavada una playa que lleva su mismo nombre, situada a unos 30 kilómetros al este de Santo Domingo en la bahía de Andrés, en la costa Sur de la isla de La Española.

## Población
Según el censo de 2010, el municipio tenía 142 019 habitantes, 100 525 vivían en la zona urbana y 41 494 en la zona rural.

## Distritos municipales
Está formado por los distritos municipales de:
| Nombre     | Código   |
| ---------- | -------- |
| Boca Chica | 10320401 |
| La Caleta  | 10320402 |

## Historia
La comunidad de Boca Chica fue fundada en el año 1779 durante el gobierno del Brigadier Don Isidro Peralta y Rojas con el nombre de San José de los Llanos.
Boca Chica fue desarrollado originalmente por el estado dominicano a través del Ingenio Boca Chica, fundado en 1916 y luego en el decenio de 1920 por Juan Bautista Vicini Burgos, quien estableció plantaciones de azúcar. En 1926 se construyó la carretera que la uniría con Santo Domingo. Vicini fue muy aficionado al lugar y de la playa de Boca Chica, virgen, exuberante. En noviembre de 1932, por una disposición de Rafael Leónidas Trujillo, Boca Chica es separada de la provincia de San Pedro de Macorís y la comunidad de San José de los Llanos para formar parte del Distrito Nacional.
La época dorada de Boca Chica inicia en 1949, cuando el dictador Rafael Leónidas Trujillo ordenó la construcción de un moderno hotel llamado Hotel Hamaca, que posteriormente se convirtió en emblema del lugar. El Estado construye el Hotel Hamaca con 28 habitaciones y una Suite Presidencial y Boca Chica comienza entonces a proyectarse internacionalmente y a atraer políticos, diplomáticos, hombres de negocios, artistas y otras personalidades de la jet-set, atraídos por el rumor de la paradisíacas bellezas de este balneario. El hotel adquirió más relevancia porque fue allí donde Trujillo otorgó asilo político a Fulgencio Batista después de la revolución cubana. Los presidentes Juan Domingo Perón, de Argentina, José Figueres, de Costa Rica, Juscelino Kubitschek, de Brasil, la actriz estadounidense Kim Novak y muchas otras personalidades de fama disfrutaron de sus encantos alojándose en el viejo Hotel Hamaca.

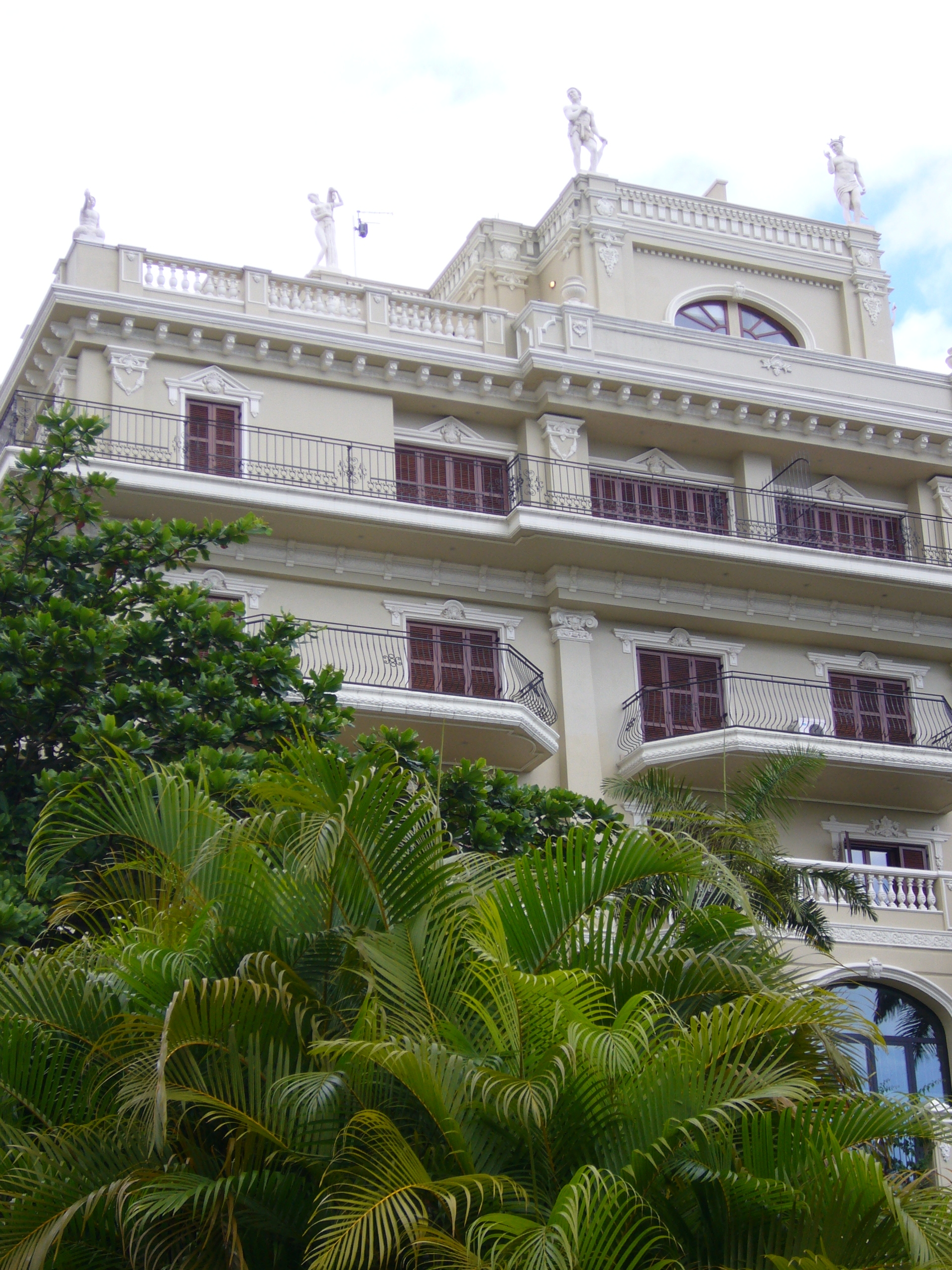
Durante las décadas 50 y 60, familias de gran poder adquisitivo construyeron propiedades lujosas en Boca Chica.

En la misma década de los 50, Boca Chica se convierte en el lugar preferido de las familias pudientes de la capital, quienes construyen allí sus casas frente de la playa, pero su cercanía con la ciudad la va convirtiendo en el balneario de todas las clases sociales capitalinas.
El Hotel Hamaca cerró luego del paso por el país del ciclón David que dañará sus instalaciones por completo y permaneció cerrado y abandonado por más de 15 años. Luego se reabrió en la década de 1990. Además el atractivo de Boca Chica se vio amenazado en los años 70 debido al surgimiento de nuevos asentamientos turísticos como los de Playa Dorada (en Puerto Plata) y Sosúa.
Después de la década de 1970, la playa se hizo más y más popular, lo que ayudó a hacer de Boca Chica una playa muy poblada. De esta forma dejó de ser aislada y tranquila como lo fue en las décadas de los 50 y 60.
En el año 2001 fue elevado a municipio por la Ley 163. La Caleta fue elevada a Distrito Municipal en 2004.

## Desarrollo turístico y económico

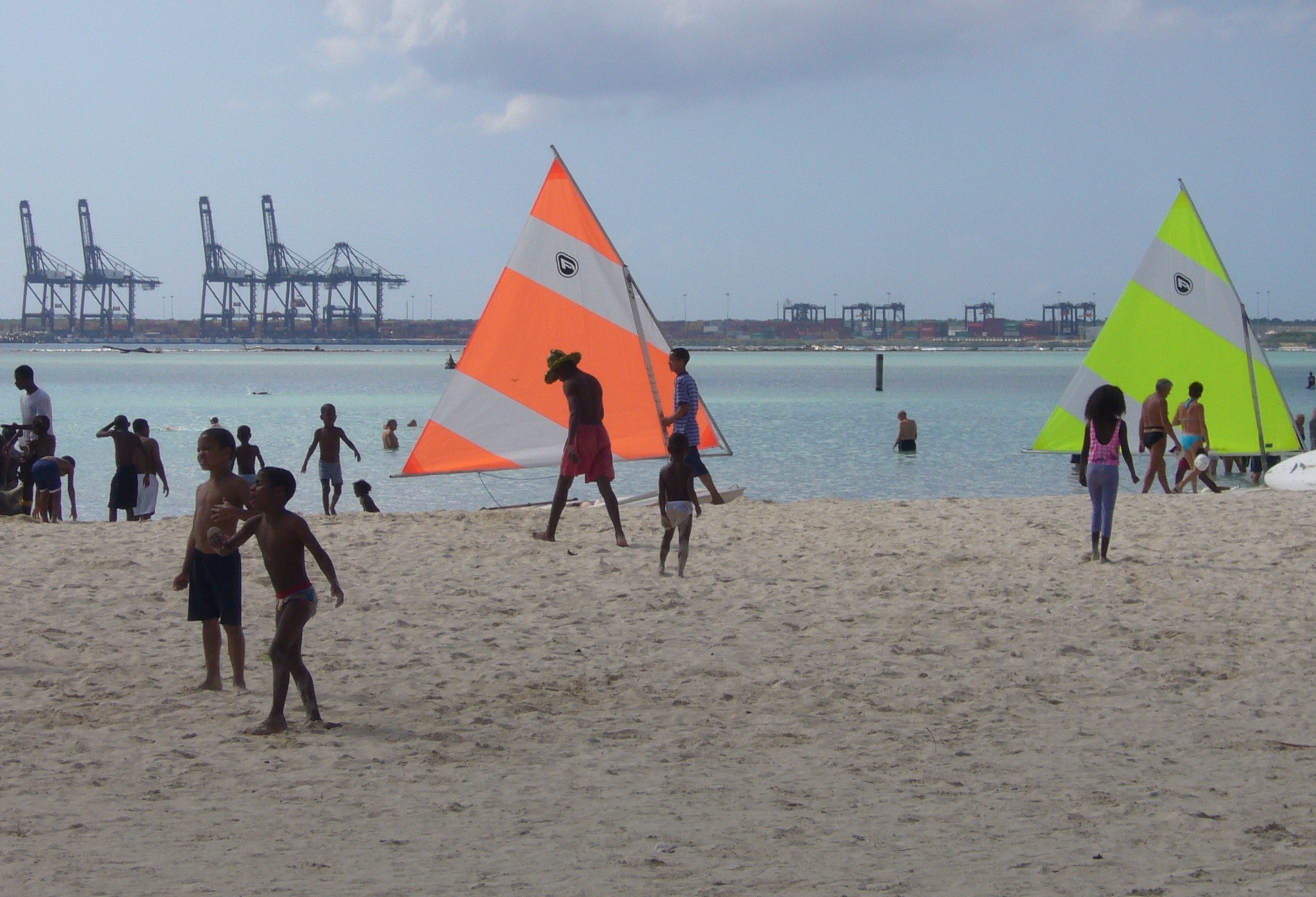
La playa es muy concurrida, sobre todo en Semana Santa.

La playa de Boca Chica ha desarrollado arena fina. Se puede caminar en el agua y la profundidad apenas se siente, el agua no llega más de la cintura (en una persona de estatura promedio). Es la más familiar de todas las playas de la República Dominicana.
En este municipio es relativamente fácil encontrar alojamientos con una buena calidad y buenos precios, existen los hoteles de ofertas todo incluido.

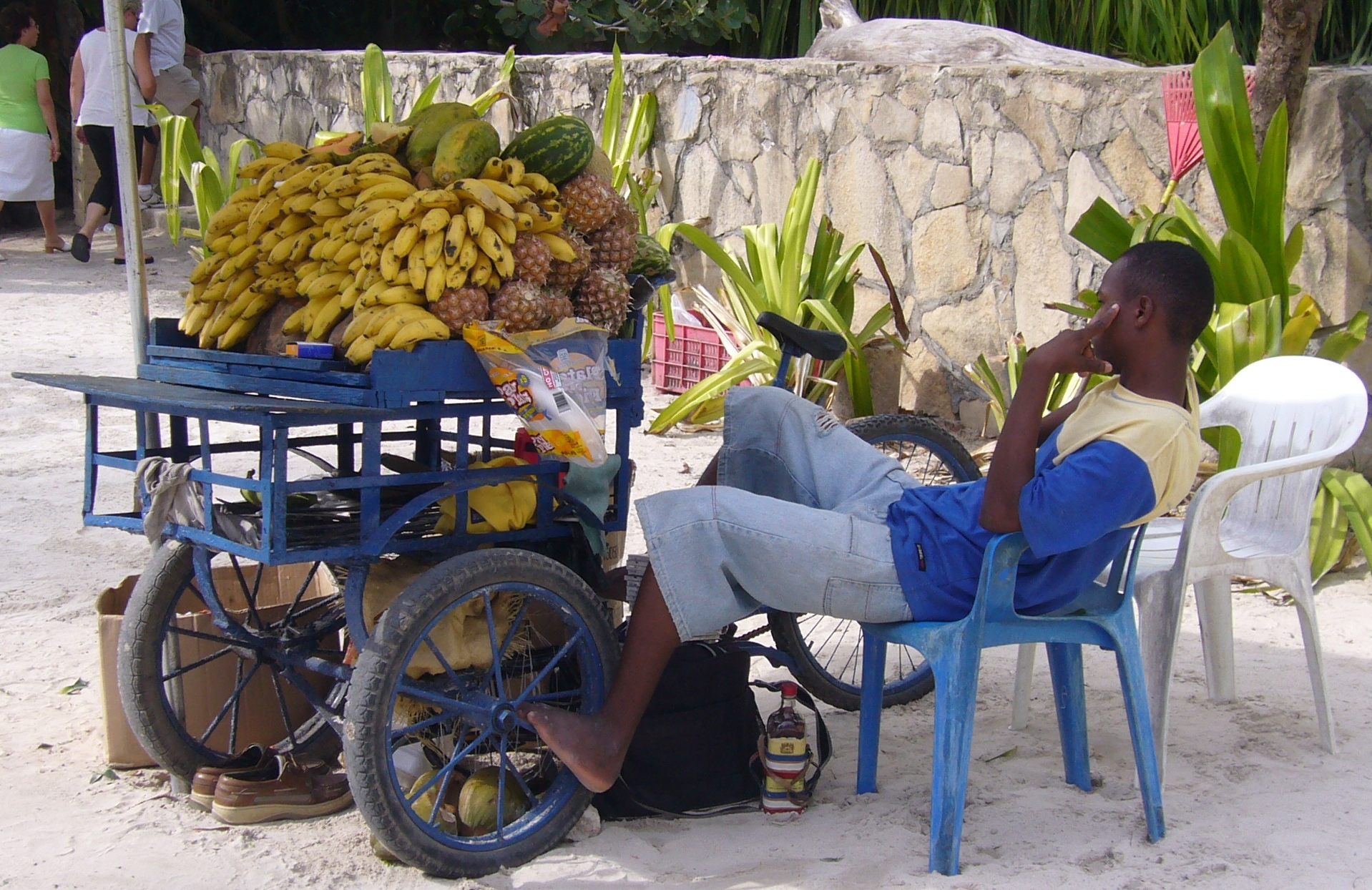
Es común encontrarse con vendedores ambulantes en Boca Chica, los cuales ofrecen gran variedad de productos.

Desde la década de los 90, la ciudad se ha abrumado con turistas de América del Norte y Europa, especialmente durante los meses de diciembre a abril. Es uno de los mejores lugares para disfrutar de la natación en las aguas cálidas del Caribe. En los últimos años el atractivo turístico de esta playa ha mermado significativamente, aunque sigue siendo frecuentada por la mayoría de dominicanos de bajos recursos, sobre todo en época de Semana Santa. Además se encuentra el Parque Nacional Submarino La Caleta, lugar utilizado para el buceo.
La playa es muy conocida por sus negocios informales y por sus «productos particulares», tales como los yaniqueques, el pescado frito, la mamajuana, entre otros. Existen tiendas pequeñas, bares, restaurantes con vistas al mar, pizzerías, puestos de souvenir y la música todo el día.
La cercanía a la ciudad de Santo Domingo, sus aguas cristalinas y su blanca arena han hecho de Boca Chica la playa más concurrida de la República Dominicana, especialmente los fines de semana y días festivos, porque está a 30 km de distancia de Santo Domingo. Boca Chica tiene dos pequeñas islas: Los Pinos, que fue hecha con arena del dragado del puerto de Andrés en los años 1950 y La Matica y La Piedra, cayos con manglares, plantas vasculares sumergidas y hábitat de varias especies de aves. También cuenta con dos puertos deportivos.
La playa cuenta con un rompeolas natural, así como también un manantial de agua dulce, procedente del río subterráneo Brujuelas.
La playa se llama Boca Chica porque se comunica con el mar por dos bocas, la que está al oeste es la más grande de las dos y se utiliza para ir hacia el pueblo de Andrés de Boca Chica, y la otra boca (la chica) comunica el mar con dicha playa.

El Puerto Multimodal Caucedo está localizado en la Punta Caucedo, justo al este del Aeropuerto de Las Américas, a pocos kilómetros de la ciudad de Santo Domingo. El puerto es parte de un moderno complejo logístico que se planea ser el principal puerto marítimo de la República Dominicana y todo el Caribe.

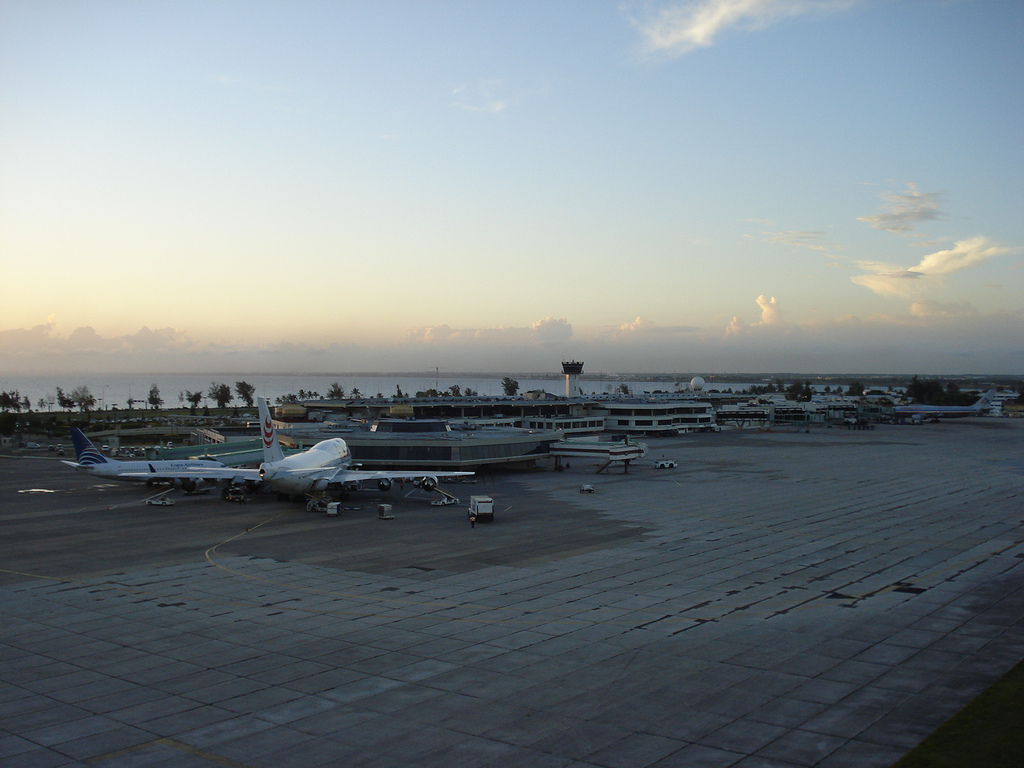
Terminal A y B del Aeropuerto Internacional Las Américas

Santo Domingo cuenta con dos aeropuertos internacionales, siendo el principal Aeropuerto Internacional Las Américas. El aeropuerto tiene dos terminales, el más nuevo, acaba de terminar en 2006, agregó cuatro puertas más en el extremo norte de la instalación. A partir de 2005, el aeropuerto manejó más de 2.5 millones de pasajeros al año. Las Américas está ubicado en Punta Caucedo, 15 kilómetros al este del Distrito Nacional sobre el DR-3.